# Sons of Philadelphia
Pour plus de détails, voir Fiche technique et Distribution.
Sons of Philadelphia ou Frères de sang au Québec (Brothers by Blood), est un film d'action policier américano-franco-belgo-néerlandais, réalisé par Jérémie Guez et sorti en 2020.
Il est présenté au festival du cinéma américain de Deauville 2020 puis au cinéma l'année suivante.

## Synopsis
Un jeune garçon, Peter Flood, assiste à la disparition tragique de sa petite sœur. Leur famille tente de se venger. Trente ans plus tard, Peter en garde un traumatisme qui ne cesse de le tourmenter. Alors que son cousin et presque frère, Michael, qui gère son petit cercle de mafieux irlandais de Philadelphie voit sa position mise en péril par la concurrence, un nouveau cycle de trahisons et de vengeances réveille les vieux démons familiaux.

## Fiche technique
Sauf indication contraire, les informations mentionnées dans cette section peuvent être confirmées par la base de données cinématographiques IMDb,  présente dans la section « Liens externes ».
- Titre français : Sons of Philadelphia
- Titre québécois : Frères de sang
- Titre original : (à l'origine The Sound of Philadelphia), Brothers by Blood
- Réalisation et scénario : Jérémie Guez
- Photographie : Menno Mans
- Montage : Damien Keyeux et Brett M. Reed
- Musique : Séverin Favriau
- Décors : Doug Sakmann
- Costumes : Catherine Marchand
- Production : Aimée Buidine, David Hinojosa, Julien Madon et Christine Vachon
- Sociétés de productions : Killer Films, Protagonist Pictures et Cheyenne Films
- Pays de production :  France,  États-Unis,  Belgique et  Pays-Bas
- Format : couleur
- Durée : 105 minutes
- Langue originale : anglais
- Genre : thriller, policier, action
- Dates de sortie :
  - France : 8 septembre 2020 (festival du cinéma américain de Deauville) ; 26 mai 2021 (sortie nationale)
  - États-Unis : 22 janvier 2021
- Interdit aux moins de 12 ans lors de sa sortie en France

## Distribution
- Matthias Schoenaerts : Peter Flood
- Joel Kinnaman : Michael Flood
- Ryan Phillippe : Charley
- Maika Monroe : Grace Flood
- Paul Schneider
- Antoni Corone : Bono
- Tim Ahern : Taylor
- Nigel Barber
- Michael McFadden : Viktor Kopec
- Nicholas Crovetti : Peter Flood, jeune